# 竹園町 (臺南市)
竹園町為台灣日治時期台南州台南市之行政區。

## 名稱
1916年（大正5年）規劃町名改正時，原擬名「竹園町」，臺南廳審查後並未更改，以此名呈報總督府，同年11月3日公告、1919年（大正8年）4月1日正式實施。
名稱取自清代舊街名西竹圍。

## 町內設施
一丁目
- 臺南州立臺南第二中學校（今國立臺南第一高級中學；今日該校仍有竹園岡之別稱）
- 台南州知事官邸
- 台南廳長官邸
- 原竹園町臺南州職員宿舍

二丁目
- 竹園公學校（今勝利小學）
- 長老中學校（今長榮中學）
- 長老女學校（今長榮女中）
- 和敬女學校（今光華高中）